# Abelater
Abelater là một chi bọ cánh cứng thuộc họ Bổ củi.

## Các loài
Có ít nhất 32 loài còn tồn tại:
- Abelater babanus
- Abelater bivittatus
- Abelater bousaianus
- Abelater brancuccii
- Abelater cinctus
- Abelater cruciellus
- Abelater davaoensis
- Abelater gratus
- Abelater haucki
- Abelater himalayanus
- Abelater infimus
- Abelater iriomotensis
- Abelater maculatus
- Abelater makiharai
- Abelater mindanaoensis
- Abelater miyatakei
- Abelater morio
- Abelater nigritulus
- Abelater nigrolineatus
- Abelater philippinensis
- Abelater picturatus
- Abelater pulcherus
- Abelater rixosus
- Abelater rubiginosus
- Abelater rufus
- Abelater sanguinicollis Schwarz, 1902: Đây là loài được tìm thấy ở Mumbai. Loài này xuất hiện nhiều vào đợt gió mùa (tháng 7 - tháng 8) trên các hoa dại.
- Abelater satoi
- Abelater sexpustulatus
- Abelater shirozui
- Abelater sinensis
- Abelater singularis
- Abelater taiwanus
- Abelater trivittatus

Ngoài ra chi này còn ghi nhận một loài thuộc thời tiền sử được tìm thấy trong hổ phách Baltic:
- †Abelater succineus  Schimmel, 2005